# Palpita quadristigmalis
Palpita quadristigmalis là một loài bướm đêm trong họ Crambidae.